# Иван Кожедуб
Главни маршал ваздухопловства Иван Микитович Кожедуб (8. јун 1920 — 8. август 1991) је био совјетски пилот-ловац украјинског порекла, ловачки ас са највећим бројем ваздушних победа на страни савезника у Другом светском рату и троструки Херој Совјетског Савеза. Учествовао је у Корејском рату као командант 324. ловачке ваздухопловне дивизије. У току Другог светског рата постигао је 62 признате ваздушне победе и био је један од ретких савезничких пилота који је оборио Месершмит Ме-262. 

## Рана младост
Кожедуб је рођен у селу Ображивка, у Сумској области, у Украјинској Народној Републици. Био је најмлађе од петоро деце. Две године је похађао школу за младе раднике, а почетком 1940. године дипломирао је на школи за хемијске техничаре Шостка. Кожедуб је пилотску обуку завршио у Шосткинском аеро-клубу и ступио је у совјетску војску 1940. године. 1941. године дипломирао је на војној ваздухопловној школи Чухив, непосредно пред немачки напад на СССР али је остао да ради у школи као инструктор летења.
Наредне две године провео је обучавајући младе совјетске пилоте.
Сматрајући да ће његов таленат бити боље искоришћен у борби, затражио је да га прекомандују у борбену јединицу и у марту 1943. године, ступио је у чину старијег наредника, у 240. ловачки ваздухопловни пук, једну од првих јединица која је добила прилику да лети на новом совјетском ловцу Лавочкин Ла-5.

## Ратна каријера
Након свог првог борбеног лета 26. марта 1943. године, летео је у саставу Вороњешког фронта, а у јулу исте године учествовао је у ваздушним борбама током Курске битке. Своју прву победу постигао је 6. јула 1943. године, када је оборио немачки бомбардер Јункерс Ју-87 изнад Покрова. 9. јула 1943. године, након што је постигао своју четврту ваздушну победу, постављен је за командира ескадриле. До 16. августа 1943. године постигао је 8 победа и унапређен је у чин капетана.
Затим је његова јединица пребачена у близину Харкова и била је ангажована за пружање ловачке заштите совјетским двомоторним бомбардерима Петљаков Пе-2. 12. октобра, рањен је током борбе са непријатељским ловцима изнад Дњепра, али је успео да врати у базу свој оштећени авион Лавочкин Ла-5. У јединицу се вратио већ 29. октобра, када је оборио два непријатељска бомбардера и повећао укупан збир својих победа на 20.
Кожедуб се до краја Другог светског рата борио у саставу Степског фронта, Другог Украјинског фронта и Првог Белоруског фронта. 2. маја 1944. године добио је на поклон ловачки авион Лавочкин Ла-5ФН (ФН је била скраћеница за "форсировани непосредствено, што значи да је авион имао директно убризгавање горива у мотор) купљен добровољним прилозима грађана. На трупу авиона, испод пилотске кабине, са леве стране, била је исписана посвета "У спомен на хероја Совјетског Савеза, потпуковника Н. Коњева", а на десној страни је било исписано "Од колектива колхоза Васил Коњев". На овом авиону Кожедуб је летео до средине јула.
Средином 1944. године постављен је за команданта 176. гардијског ловачког пука у којем је летео на новом совјетском ловачком авиону Лавочкин Ла-7 који је на трупу имао велики бели број "27". Летећи на овом ловцу, 19. фебруара 1945. године, оборио је у близини Берлина немачког млазног ловца Месершмит Ме-262. Своје последње две ваздушне победе, до укупне цифре од 62 победе у Другом светском рату, постигао је изнад Берлина 19. априла 1945. године.
Кожедуб држи рекорд по броју признатих ваздушних победа које су постигли савезнички пилоти у Другом светском рату.
Кожедубов ратни биланс у Другом светском рату састоји се од:
- 330 борбених летова
- 120 ваздушних борби
- 62 оборена непријатељска авиона, укључујући и један млазни ловац Ме-262 (највероватније авион подофицира Курта Лангеа из 1. ескадриле 54. ловачке групе)

## Послератни период
1949. године Кожедуб је дипломирао на ваздухопловној академији Гагарин.
У априлу 1951. године унапређен је у чин пуковника и додељена му је команда над 324. ловачком ваздухопловном дивизијом која је упућена на аеродром Антунг у Кини, на граници између Кине и Северне Кореје. Дивизија је била опремљена млазним авионима МиГ-15 и имала је задатак да пружа ваздушну подршку војсци Северне Кореје. Није му дозвољено да учествује у борбеним мисијама. Под његовом командом 324. ловачка ваздухопловна дивизија постигла је 239 победа, укључујући и 12 бомбардера Боинг Б-29 Супертврђава, уз губитак од 27 авиона МиГ-15 и 9 погинулих пилота.
1956. године дипломирао је на академији за високе официре, након чега је унапређен у чин генерала. Од 1971. године служио је у централној канцеларији Совјетског ратног ваздухопловства, а од 1978. године у генералној инспекцији Министарства одбране СССР. 1985. године унапређен је у чин Маршала Совјетског ратног ваздухопловства.
Кожедуб је током своје војне каријере три пута проглашен за Хероја Совјетског Савеза (4. фебруара 1944, 19. августа 1944. и 18. августа 1945) и три пута је одликован Орденом Лењина, седам пута Оредном Црвене заставе, два пута Ореденом Александра Невског, два пута Орденом Црвене зведе, Оредном Патриотског рата I класе и бројним другим медаљама.